# Samogłoska półotwarta tylna niezaokrąglona
Samogłoska półotwarta tylna niezaokrąglona jest to typ samogłoski spotykany w językach naturalnych. Symbol, który przedstawia ten dźwięk w Międzynarodowym Alfabecie Fonetycznym, to ʌ (kapitalik a bez poziomej kreski; odwrócone v).

## Języki, w których występuje ten dźwięk
- Dialekty języka angielskiego: Filadelfijski[1], Inland Northern American English[2], Nowofundlandzki[1] i Szkocki[3]: up [ʌp] "w górę"
- język koreański[4]: 벌 / beol [pʌl], "kara"

Głoska transkrybowana /ʌ/ w Received Pronunciation jest tak naprawdę samogłoską prawie otwartą centralną niezaokrągloną.